# Estátua equestre de D. José I
A estátua equestre de D. José I situa-se na Praça do Comércio, na cidade de Lisboa, em Portugal, e é da autoria do escultor Joaquim Machado de Castro. É uma obra escultórica notável: trata-se da primeira estátua equestre realizada em Portugal, sendo também, neste país, o primeiro monumento escultórico na via pública dedicado a uma pessoa viva. Foi, ainda, a primeira estátua das suas dimensões a ser fundida de um só jacto, em Portugal, e uma das primeiras a sê-lo no mundo.

## História
A estátua resulta do projecto de reconstrução de Lisboa, após o Terramoto de 1755. O desenho da nova Praça do Comércio (localizada onde anteriormente se situava o terreiro do arruinado Paço da Ribeira) ficou ao cargo do arquitecto Eugénio dos Santos, que planeou um monumento ao rei D. José no centro. O alicerce para o pedestal da estátua foi construído de imediato, todavia, à data da morte de Eugénio dos Santos em 1760, a execução da estátua régia é encomendada a Joaquim Machado de Castro, que concebe a estátua tendo por base estudos iniciais de Eugénio dos Santos.
A fundição da estátua foi pioneira no panorama escultórico nacional. Machado dos Santos contou com a direcção do brigadeiro Bartolomeu da Costa, uma vez que contou com a adaptação das técnicas militares de fundição à arte escultórica. A fundição teve lugar a 15 de Outubro de 1774, tendo a distinção de ter sido das primeiras fundições de uma estátua de tamanho monumental feita a um só jacto de cobre. Poucas pessoas assistiram à fundição, e não houve qualquer aparato público (ao contrário do que ocorreu durante a fundição, também a um só jacto, da estátua de Luís XV da França, da autoria de Edmé Bouchardon, que se localizava na Place de la Concorde até ser derrubada em 1792, aquando da Revolução Francesa) — poucas pessoas assistiram ao acto, apenas os interessados, como Martinho de Melo e Castro, Ministro de Estado. O trabalho do retoque do bronze fez-se em 63 dias.

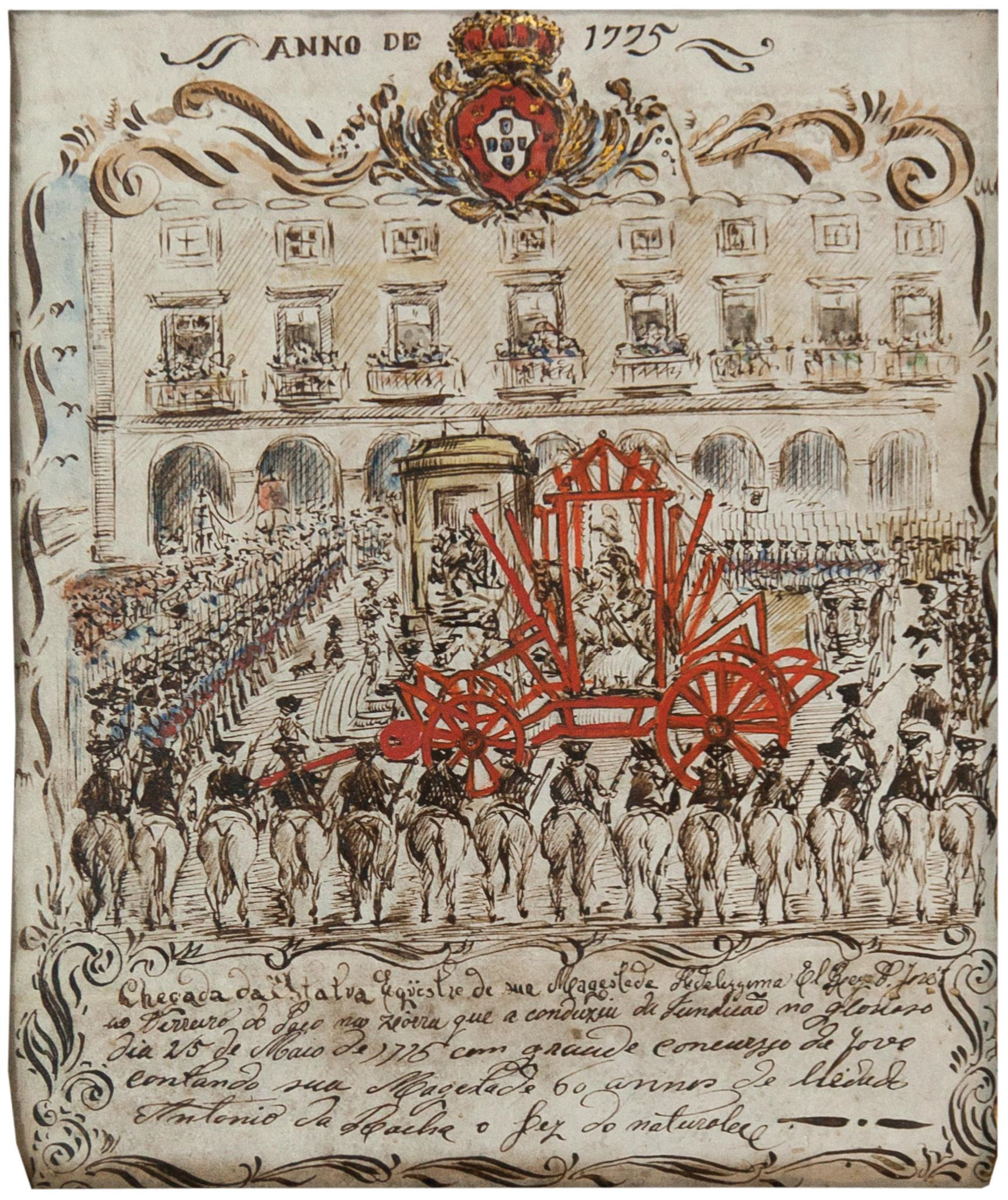
A chegada da estátua de D. José à Praça do Comércio.

Em 15 de Maio de 1775, D. José, acompanhado pela sua esposa D. Mariana Vitória e alguns fidalgos, deslocou-se à Casa da Fundição para ver a estátua. A Rainha comentou: “O rosto da figura está horrendo”. Machado de Castro, ouvindo o comentário, pede ao Marquês de Marialva, Estribeiro-mor de D. José, D. Pedro de Alcântara de Meneses, que tinha-o ajudado na concepção da estátua já que o escultor pouco percebia de cavalos, que explique a Suas Majestades que tal facto se deveria à iluminação inadequada e ao facto de a estátua ainda não ter perdido o lustro. No dia seguinte, abriu-se a Casa da Fundição a todas as “pessoas de distinção, e civilidade” para também a verem — acorreram grandes multidões para ver a obra, nos quatro dias que se seguiram.
A estátua é trazida da fundição para a ainda inacabada Praça do Comércio a 25 de Maio de 1775, enquadrando-se a sua inauguração nas festividades do 61.º aniversário do rei, a 6 de Junho. A estátua está assente num pedestal da autoria de Reinaldo Manuel dos Santos, medindo o conjunto do pedestal e estátua 14 metros de altura.
Uma das principais dificuldades sentidas por Machado de Castro foi o facto de D. José se ter recusado a posar para a estátua. O escultor teve de recorrer a outras representações do rei, nomeadamente a efígie em perfil no cunho das moedas de real, e decidiu acentuar o capacete emplumado de modo a desviar as atenções do rosto. O rei foi representado como olhando para a sua direita, alinhado com a direcção do cavalo, que levanta a pata dianteira da direita. Os pés do cavalo esmagam serpentes no seu caminho. A estatua encontra-se voltada para o Tejo, e é enquadrada pelo Arco da Rua Augusta atrás de si, que intensifica a representação do poder régio.

## Descrição
Na face anterior do pedestal, além das armas reais, existe um medalhão com o busto do Marquês de Pombal, que assim também foi enaltecido.
O metal da estátua tem cobre (80 a 81%), zinco (10 a 14%), chumbo (2 a 3,3%) e estanho (1,5 a 2,9%).